# Ligne d'Aubigné-Racan à Sablé
La ligne d'Aubigné-Racan à Sablé est une ligne de chemin de fer régionale française à écartement standard et à voie unique du département de la Sarthe, en région Pays de la Loire, aujourd'hui fermée et en grande partie déposée.
Elle constitue la ligne 508 000 du réseau ferré national.

## Histoire
La ligne est mise en service entre La Flèche et Sablé le 24 décembre 1877. Le service voyageurs cesse le 15 mai 1938. La ligne est déclassée entre Verron et Louailles  et entre Luché-Pringé et Le Lude en 1970. La section entre Aubigné-Racan et le Lude est déclassée en 1991 et entre Le Lude et La Flèche en 2003. Entre La Flèche et le Lude, la ligne est remplacée par une voie verte.